# Koshikijima no Toshidon
Koshikijima no Toshidon is een ritueel wat plaatsvindt op oudejaarsavond op de Koshikijima-eilanden in het zuidwestelijk deel van de Japanse archipel. 
Japans volksgeloof vertelt dat de goden de wereld bezoeken om zegeningen te brengen in tijden van verandering. Koshikijima no Toshidon is zo´n bezoek van godheid. Twee tot vijf lokale mannen verkleden zich als goden (genaamd Toshidon), ze dragen monsterlijke maskers met lange spitse neuzen, te grote tanden en demonische hoorns, regenjassen van stro versierd met bladeren van inheemse planten.
De mannen lopen door het dorp en kloppen op deuren en muren. Ze roepen de kinderen, wier ouders van tevoren elk kwaad van het afgelopen jaar hebben verteld. Ze schelden de kinderen uit voor hun misstappen en loven goed gedrag. Met een afscheidsgeschenk (een grote bolvormige rijstwafel), zodat het kind in vrede een jaar ouder kan groeien, vertrekken de mannen terwijl ze achterstevoren het huis uitlopen. 
De bezoeken spelen een belangrijke rol bij de opbouw van de gemeenschap. Kinderen krijgen een gevoel van verbondenheid met hun dorp en cultuur. De mannen die als Toshidon verkleed gaan, zorgen voor versterking van identiteit en continuïteit van tradities.
Sinds 2009 staat Koshikijima no Toshidon vermeld op de Lijst van Meesterwerken van het Orale en Immateriële Erfgoed van de Mensheid van UNESCO.